# Quartet New Generation
Die vier Solistinnen  des Quartet New Generation (kurz: QNG genannt) spielten auf Blockflöten aller Arten und Größen. Sie widmeten sich in erster Linie der Zeitgenössischen Musik, kombinierten diese aber auch mit Alter Musik. Das Quartett wurde 1998 von Andrea Guttmann, Hannah Pape, Karolina Bäter und Susanne Fröhlich am Conservatorium van Amsterdam gegründet. Im Jahre 2003 stieß Heide Schwarz anstatt Karolina Bäter zur Gruppe. Im Jahre 2010 löste Petra Wurz das ausscheidende Gründungsmitglied Hannah Pape ab. Im April 2014 löste sich das Ensemble nach 15-jährigem Bestehen auf und schloss seine erfolgreiche Laufbahn mit einem Jubiläums-Abschieds-Konzert im BKA Theater in Berlin ab.
Das Quartet New Generation trat in den meisten Ländern Europas, in den USA, Panama, Chile, im Kaukasus, Singapur und Japan auf.
Das Quartett arbeitete seit seiner Gründung mit Komponisten zusammen. Zwischen 2002 und 2014 sind unzählige Werke für QNG geschrieben worden. 

## Preise und Auszeichnungen
- 2002 Stipendienpreis im Deutschen Musikwettbewerb, Bonn.
- 2002 Musikpreis der Union Deutscher ZONTA-Clubs.
- 2002 1. Preis beim 13ème Concours international de Musique de Chambre in Illzach, Frankreich
- 2003 1. Preis in der Kategorie Quartett/Quintett den Gaudeamus Preis für die beste Interpretation einer Komposition eines holländischen Komponisten.
- 2003 Grand Prix beim 7. Internationalen Kammermusikwettbewerb für Zeitgenössische Musik in Krakau, Polen.
- 2004 1. Preis beim International Concert Artists Guild Competition 2004 in New York.
- 2006 Preisträger beim Deutschen Musikwettbewerb, Bonn.
- 2010 Gewinner des Wettbewerbes Göttinger Reihe Historischer Musik

## Diskographie
- Ethereal, 2006, edition zeitklang
- in vain – von der Vergänglichkeit, 2008, Label Genuin
- Fantasy'n'Symmetry, 2011, Label Genuin